# 広島市立楽々園小学校
広島市立楽々園小学校（ひろしましりつらくらくえんしょうがっこう）は、広島市佐伯区楽々園六丁目にある公立小学校。

## 沿革
- 1989年（平成元年）4月1日 - 広島市立五日市南小学校より分離され、広島市立楽々園小学校設立。

## 校区
- 広島市立五日市南中学校の校区[1]
  - 楽々園一丁目～楽々園六丁目、隅の浜一丁目～隅の浜三丁目、美の里一丁目、美の里二丁目、五日市港四丁目

## アクセス
- JR山陽本線 五日市駅下車
- 広島電鉄宮島線 広電五日市駅下車
- 広島電鉄宮島線 楽々園駅下車